# أوتيس جونسون
أوتيس جونسون (بالإنجليزية: Otis Johnson)‏ هو سياسي أمريكي، ولد في 2 مارس 1942 في سافانا في الولايات المتحدة. حزبياً، نشط في الحزب الديمقراطي.